# Polizeiruf 110: Der Sohn der Kommissarin
Der Sohn der Kommissarin ist ein deutscher Kriminalfilm von Jan Ruzicka aus dem Jahr 1997. Der Fernsehfilm erschien als 193. Folge der Filmreihe Polizeiruf 110.

## Handlung
Robert Voigt, der 17-jährige Sohn von Hauptkommissarin Tanja Voigt, und sein 19-jähriger Freund Naum spielen in der Schulband. Sie erhalten von einem Lehrer 5.000 D-Mark für einen neuen Verstärker. Am Abend gehen Naum und Robert und den beiden jungen Frauen Karoline und Nora ins Kino. Anschließend landen beide in einer Hotelsuite, wo Robert mit Karoline und Naum mit Nora schläft. Das Geld hatte Naum auf den Tisch der Suite gelegt, von wo der Umschlag unbemerkt in den dabeistehenden Papierkorb fällt. Am nächsten Morgen sind beide Frauen weg und den Jungen fällt auf, dass das Geld ebenso verschwunden ist. Sie stehlen sich heimlich aus dem Hotel. Robert bemerkt, dass Karoline ihm ihre Telefonnummer auf den Rücken geschrieben hat. Über Tanja Voigt lässt er die Adresse ermitteln. Naum und er folgen Karoline zum Pferderennen, wo bereits Karolines Freunde Nora, Martin und die Brüder Frank und der schlichte Didi auf sie warten. Sie wollen einen lange geplanten Wettbetrug durchführen und haben dazu mehrere Zehntausend Mark zusammengelegt. Ein Verwandter Martins, der am Wettschalter arbeitet, soll das Geld annehmen und nach dem Rennen den Wettschein ausfüllen. Das Geld soll Karoline übergeben. Sie wird noch am Schalter von Naum und Robert abgefangen. Beide nehmen ihr den Umschlag mit dem Geld ab, von dem sie annehmen, dass es ihre 5.000 D-Mark sind.
Naum und Robert erkennen später, dass sich im Umschlag mehr als 40.000 D-Mark befinden. Robert will die Polizei einschalten, glaubt er doch, dass das Geld aus weiteren Betrügereien der Frauen stammt. Naum wiederum will die 5.000 D-Mark abteilen und den Rest behalten. Karoline packt auf Anraten Noras ihre Sachen, um für einige Zeit unterzutauchen, soll sie sich doch nicht dem Zorn Franks aussetzen. Robert plant, Karoline zur Rede zu stellen, doch begibt sich Naum zu ihr. Als er zurückkehrt, hat er 5.000 Euro dabei und behauptet, den Rest an Karoline zurückgegeben zu haben. Robert geht mit dem Geld seinerseits zu Karoline, doch reagiert sie auf sein Klopfen nicht. Er bricht mit einem Messer in ihre Wohnung ein und findet sie blutüberströmt vor. Kurz darauf erscheinen Polizei und Krankenwagen. Karoline wird schwerverletzt ins Krankenhaus gebracht, während Tanja Voigt kurz darauf ihren Sohn als Mordverdächtigen vor sich sieht.
Robert schweigt bei der Vernehmung; Tanja Voigts Chef wiederum entzieht ihr als Mutter den Fall, den ihr Partner bearbeitet. Da Tanja Voigt aufgrund der Vorkommnisse nicht mit ihrem Freund in den geplanten Urlaub nach Griechenland fahren kann, trennt er sich im Zorn von ihr. Unterstützung erhält sie unterdessen von ihrer Mutter, die während des Urlaubs eigentlich auf Robert aufpassen sollte. Nun entschließt sie sich, ihrer Tochter bei der Suche nach dem Täter zu helfen. Da Robert schweigt und Naum von seinen Eltern gedeckt aussagt, zur Tatzeit zuhause gewesen zu sein, gilt Robert als dringend tatverdächtig und kommt in Untersuchungshaft. Tanja Voigt erlebt die demütigende Prozedur der Hausdurchsuchung, die ihr Partner leitet. Mutter und Großmutter besuchen Robert in der Haft und Robert berichtet nun, was am Abend und am nächsten Morgen geschehen ist. Im Hotel bestätigt der Rezeptionist, dass die vier jungen Leute in der Suite die Nacht verbracht haben. Tanja Voigt findet im Zimmer eine Kontaktlinse, die Naum am Abend verloren hatte. Sie sucht Naum in seiner Schule auf und konfrontiert ihn mit ihrem Wissen. Das geplante Gespräch vor der Schule fällt aus, da Naum von einem Schrott-Lieferwagen verfolgt flieht.
Nora, Frank, Didi und Martin stellen Naum und bringen ihn zum Schrottplatz Geerdem, auf dem sie arbeiten. Er sagt nicht, wo das Geld ist, berichtet aber davon, dass ihnen 5.000 D-Mark von Nora und Karoline gestohlen wurden. Naums Eltern finden unterdessen das Geld in Naums Zimmer und suchen Tanja Voigt auf. Die hat in Karolines Wohnung ein Foto von ihr und Nora gefunden, das sie vor einem Schrotthaufen zeigt. Robert kann sich erinnern, einen Schrottwagen der Firma Gerdeem gesehen zu haben. Mit Einverständnis ihres Partners begibt sich Tanja mit Robert zum Schrottplatz, wo Naum unterdessen von Frank ohnmächtig geschlagen und in einem zur Pressung vorgesehenen Wagen platziert wurde. Die Presse läuft bereits, als Tanja Voigt eintrifft. Sie lässt die Presse stoppen und konfrontiert Frank mit der Feststellung, dass er für Karolines Zustand verantwortlich ist. Frank streitet ab, bei Karoline gewesen zu sein, doch widerspricht Didi ihm, habe er ihm doch erzählt, am Abend bei Karoline gewesen zu sein. Frank gibt nun zu, sie fast umgebracht zu haben, da er vermutete, dass sie das Geld behalten hat. Tanja Voigt kann verhindern, dass Didi Frank erwürgt und dass Naum in der Presse getötet wird. Frank wird verhaftet. Karoline wird ihre Verletzung überleben. Tanja Voigts Partner wiederum setzt sich dafür ein, dass sie für ihr Verhalten nicht suspendiert wird, konnte doch nur so Naums Leben gerettet werden. Tanja Voigts Mutter wiederum bucht den Urlaub um, sodass Tanja Voigt und ihr Freund doch nach Griechenland reisen können. Der Umschlag mit dem Geld war der Müllabfuhr aus dem Müllcontainer gefallen; ein Bettler fand ihn wenig später und reagierte euphorisch.

## Produktion

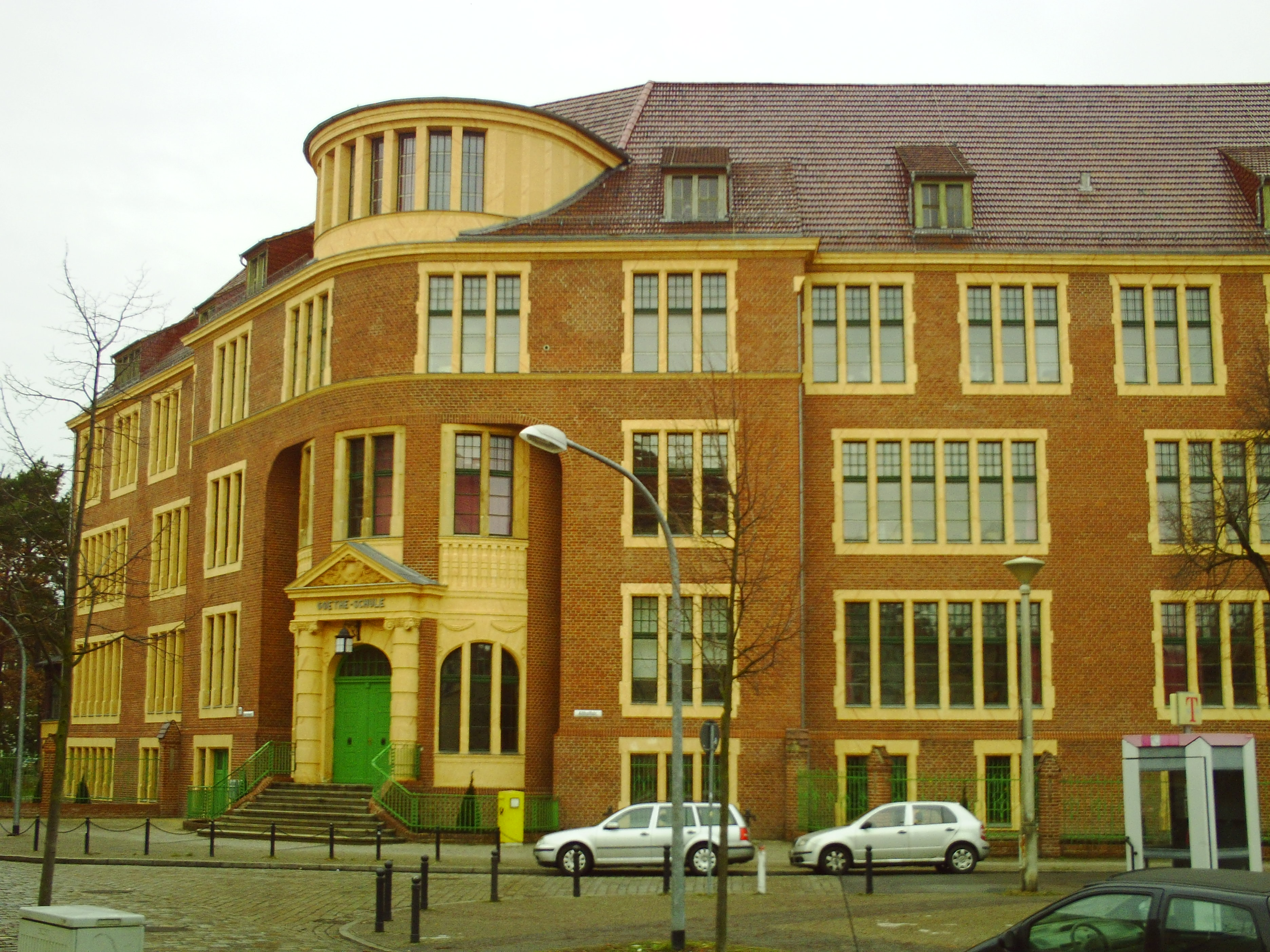
Goethe-Schule in Potsdam-Babelsberg, ein Drehort des Films

Der Sohn der Kommissarin wurde in Potsdam sowie am Flughafen Berlin-Tempelhof gedreht. Ein Drehort war die Goethe-Schule in Potsdam-Babelsberg, in der Tanja Voigt Naum befragen will. Die Kostüme des Films schuf Anne-Gret Oehme, die Filmbauten stammen von Esther Ritterbusch. Der Film erlebte am 21. September 1997 auf dem Ersten seine Fernsehpremiere. Die Zuschauerbeteiligung lag bei 20,9 Prozent (= 6,87 Millionen Zuschauer).
Es war die 193. Folge der Filmreihe Polizeiruf 110. Hauptkommissarin Tanja Voigt ermittelte in ihrem 9. Fall.

## Kritik
„Ein kluger Krimi“, lobte die TV Spielfilm, und urteilte: „Tragisch, schlüssig, wunderbar gespielt“. „Nach dem Drehbuch von Stefan Kolditz […] hat der versierte Krimi-Regisseur Jan Ruzicka […] stilsicher einen ‚Polizeiruf‘ gedreht, bei dem auch das Ensemble vor der Kamera […] überzeugen kann“, schrieb die Frankfurter Rundschau. Die Mitteldeutsche Zeitung nannte Der Sohn der Kommissarin eine „spannende TV-Arbeit. Katrin Saß gab eine gewohnt überzeugende Vorstellung“.
„Wieder mal stand ein Sohn eines Kommissars unter Verdacht, wieder mal löste der suspendierte Ermittler im Alleingang den Fall“, kritisierte die Leipziger Volkszeitung. Zwar habe Drehbuchautor Kolditz „recht geschickt zwei Handlungsfäden mittels einer Reihe aberwitziger Zufälle miteinander verknüpft“ und Regisseur Růžička „mit Tempo und Gags manche Stereotypen auf[gelockert]“, doch laufe der Fall in vorhersehbaren Bahnen, als Tanja Voigt ihren Sohn als Verdächtigen erkennt. Ähnlich urteilte die Sächsische Zeitung: Drehbuchautor Kolditz’ Phantasie entwickle bei der Handlung „so viele Irrungen und Wirrungen, daß die Story an Glaubwürdigkeit und Tempo verlor“. Zudem sei die Handlung vorhersehbar und klischeelastig angelegt: „Tanja boxt Sohnemann auf eigene Faust, unter dramaturgischer Ausbeutung aller Partisanen-Klischees wieder raus und überführt den Richtigen.“